# 火長
火長（かちょう）とは、平安時代の衛府に属する下級職員。

## 概要
律令軍団制において10人で1火という単位が編成され、その長を火長と呼んだ。また、 検非違使の配下で衛門府の衛士を選抜したもの。看督長（）、案主（）を総称していう場合もあった。
本来は唐の制度に由来しているが、日本でもこの制度がそのまま取り入れられ、兵士の統率のみならず、1火ごとに預けられる官馬6頭や火単位で必要とされた備品（紺の布幕・釜・鍬・斧・鎌ほか、普段は軍団の倉庫に納められている）の管理を担当した。後に衛府の衛士（衛門府）や近衛府・兵衛府の駕輿丁の中から火長が選抜されるようになった。選抜基準は軍団と同様で、左右衛門府の衛士の定員各600名、左右近衛府の駕輿丁の定員各100名、左右兵衛府の駕輿丁の定員各50名であることから、それぞれの火長の定員は各60名、10名、5名であったと考えられている（『延喜式』）。更に衛門府の火長のうち2名は検非違使別当の随身、左右各9名（計18名）が検非違使庁に派遣されて看督長・案主・官人従などの地位に就いた。ただし、『政事要略』によれば、弘仁式では左右各5名であるとされている。
彼らは見不輸の扱いで課役を免除されて、公務に関わる様々な雑用を担当した。『延喜式』によれば、衛門府の火長の職務として囚人の防援・宮中の清掃・厩の守備などが挙げられている。身分としては低い役職であったが、その一方で宮中に仕えているということで一定の権威を有しており、これを利用して問題をひきおこすことがあった。『類聚三代格』に収められている播磨国觧に引用された延喜元年12月21日付の太政官符によれば、火長が院宮王臣家などの権門の家臣とともに諸国に使者として赴いて非法無道の行為に及んだこと、一方権門の家臣側も自分達の僕従に火長の格好をさせて身分を偽わらせて治安を乱していたことが記されている。